# كايو سوزا
كايو كامبوس سوزا (مواليد 12 سبتمبر 1993) هو لاعب جمباز فني برازيلي وعضو في المنتخب الوطني. شارك في بطولة العالم للجمباز الفني 2015 في غلاسكو. كما شارك في دورة الألعاب الأولمبية الصيفية 2020 التي أقيمت في طوكيو صيف 2021.